# Frei-Laubersheim
Frei-Laubersheim là một đô thị thuộc huyện Bad Kreuznach trong bang Rheinland-Pfalz, phía tây nước Đức. Đô thị Frei-Laubersheim có diện tích 9,88 km², dân số thời điểm ngày 31 tháng 12 năm 2006 là 1058 người.